# Vin Di Bona
Vincent John "Vin" Di Bona, född 10 april 1944 i Cranston, Rhode Island, USA, är en amerikansk tv-producent, bland annat av tv-programmen MacGyver, Entertainment Tonight och America's Funniest Home Videos . Han driver produktionsbolaget Vin Di Bona Productions. 
Di Bona började sin karriär inom underhållningsbranschen som sångare, under artistnamnet Johnny Lindy (efternamnet togs från den restaurang föräldrarna ägde, och där Di Bona arbetade på som barn). Han släppte två skivor vid 16 års ålder, som blev hits regionalt. Men Di Bona vände sina ambitioner till att göra film och tv.
Di Bona anses vara en av pionjärerna inom reality-tv, tack vare Battle of the Network Stars, som Di Bona producerade 1976.  På 1980-talet hade Di Bona blivit producent för Entertainment Tonight och var senare, under en säsong, producent  för TV-serien MacGyver ; han var också regissör för American Music Awards och Academy of Country Music Awards.
Di Bonas medst kända program, America's Funniest Home Videos, började sändas 1989 och är det  underhållningsprogram som sänts under längst tid på TV-stationen ABC. 2017 producerades avsnitt 600.  1991 fick Di Bona rättigheterna att producera en nypremiär av långköraren Dolda kameran; Allen Funt, som ägde rättigheterna till showen gick med på affären främst för att han behövde pengarna. Funt tyckte senare att Di Bona hade överanvänt produktplacering och att varken han eller hans val av programledare, Dom DeLuise, fattade konceptet med showen. 
Den 23 augusti 2007 förärades Di Bona en stjärna på Hollywood Walk of Fame.